# La Vega (Riosa)
La Vega es una villa española, capital del concejo asturiano de Riosa.
La villa se encuentra en la parroquia de Riosa, la única del concejo. Se encuentra a 18 km de la ciudad de Oviedo, capital de Asturias y a una altitud de 315 m.
Cuenta con una población de 368 habitantes (2015).

## Capitalidad
La Vega es la sede del ayuntamiento de Riosa desde 1880. Anteriormente la capitalidad residía en el lugar de Felguera.